# 10004 Igormakarov
A 10004 Igormakarov (ideiglenes jelöléssel 1975 VV2) a Naprendszer kisbolygóövében található aszteroida. Tamara Mihajlovna Szmirnova fedezte fel 1975. november 2-án.